# Takuya Ogiwara
Takuya Ogiwara (japanski: 荻原 拓也, Ogiwara Takuya; Kawagoe, 23. studenoga 1999.) japanski je nogometaš koji igra na poziciji lijevog beka. Trenutačno igra za japanski klub Urawa Red Diamonds.

## Klupska karijera
Ogiwara je igrački stasao u japanskom klubu Urawa Red Diamonds iz Saitame, trostrukom osvajaču azijske Lige prvaka. Ogiwara je u svojoj debitantskoj sezoni u prvoj momčadi Urawe osvojio japanski Kup 2018. godine. Potom se kalio na posudbi u drugoj ligi igrajući za Albirex Niigatu, pa za Kyoto Sangu s kojom je izborio plasman u elitni rang. U međuvremenu se vratio u Urawu za koju je 2023. godine odigrao 44 službene utakmice i postao kontinentalni prvak. Ogiwara je krajem travnja i početkom svibnja 2023. zaigrao u objema finalnim utakmicama, u kojima je momčad Urawe svladala saudijski Al Hilal osvojivši time treći naslov najbolje momčadi azijskog kontinenta. Nastupio je i u svim trima utakmicama na FIFA Svjetskom klupskom prvenstvu u prosincu 2023., na kojem je Urawa zauzela četvrto mjesto.

### Dinamo Zagreb (posudba)
Dana 12. siječnja 2024. godine, Dinamo je predstavio novog igrača Takuya Ogiwaru, koji je stigao na jednogodišnju posudbu iz Urawe. Za Dinamo je debitirao 4. veljače u utakmici HNL-a protiv Gorice koja je poražena 2:0.

## Priznanja

### Klupska
Urawa Red Diamonds
- Japanski kup (1): 2018.
- Azijska Liga prvaka (1): 2022./23.

Dinamo Zagreb
- HNL (1): 2023./24.
- Hrvatski nogometni kup (1): 2023./24.

## Vanjske poveznice
- Takuya Ogiwara na transfermarkt.com (engl.)
- Takuya Ogiwara na soccerway.com (engl.)